# Thomas Woodcock (oficial de armas)
Thomas Woodcock (20 de mayo de 1951) es un oficial de armas y genealogista británico, miembro del College of Arms y Rey de armas principal de la Jarretera desde 2010 hasta el 1 de julio de 2021. 

## Biografía
Fue educado en Eton antes de asistir a la Universidad de Durham, donde se graduó con un bachiller universitario en letras. Posteriormente, se especializó en LLB en el Darwin College de Cambridge.
En 1998, se casó con Lucinda Harmsworth King.

## Carrera
Comenzó su carrera heráldica en 1975 como asistente de investigación de Sir Anthony Wagner, Rey de Armas Principal de la Jarretera. En 1978 fue designado Rouge Croix Pursuivant y en 1982 fue promovido a Somerset Herald. Woodcock se mantuvo este oficio hasta su designación como Rey de Armas de Norroy y Úlster en 1997. El 1 de abril de 2010 fue nombrado Rey de Armas Principal de la Jarretera, el más alto rango en el College of Arms.

## Distinciones y condecoraciones
En 1996 fue nombrado teniente de la Real Orden Victoriana (LVO) en la lista de honores del cumpleaños de la reina Isabel II, después promovido a comendador (CVO) en 2011. 
En diciembre de 2005 fue nombrado un Deputy-Lieutenant del condado palatino de Lancashire. En esa capacidad, asiste al Lord-Lieutenant, el V barón Shuttleworth, en representación de la Reina.